# Renata Marchionni Zanchi
Renata Marchionni Zanchi (Pistoia, 9 settembre 1905 – 17 maggio 1982) è stata una politica italiana.

## Biografia
È stata consigliere al comune di Pistoia dal novembre 1946, e assessore dal 30 giugno 1951 al 14 novembre 1953 quando si dimise essendo stata eletta deputato e poi ancora consigliere comunale dal 1956 al 1960.
Viene eletta alla Camera dei deputati nelle file del Partito Comunista Italiano nella II legislatura, dal 1953 al 1958.